# Брунк
Брунк (словен. Brunk, у старијим изворима Бруник је насељено место у словеначкој општини Радече у покрајини Долењска која припада Посавској регији. До јануара 2014. је припадало Савињској регији.
Брунк се налази на брду изнад долине потока Сопоте, 6 км јужно од Радече, на надморској висини 465,5 м, површине 1,57 км². Приликом пописа становништва 2011. године насеље је имало 11 становника. 
Локална црква посвећена Света Три Краља и припада парохији Радече. Датира из 1520. годне